# معاداة الصهيونية

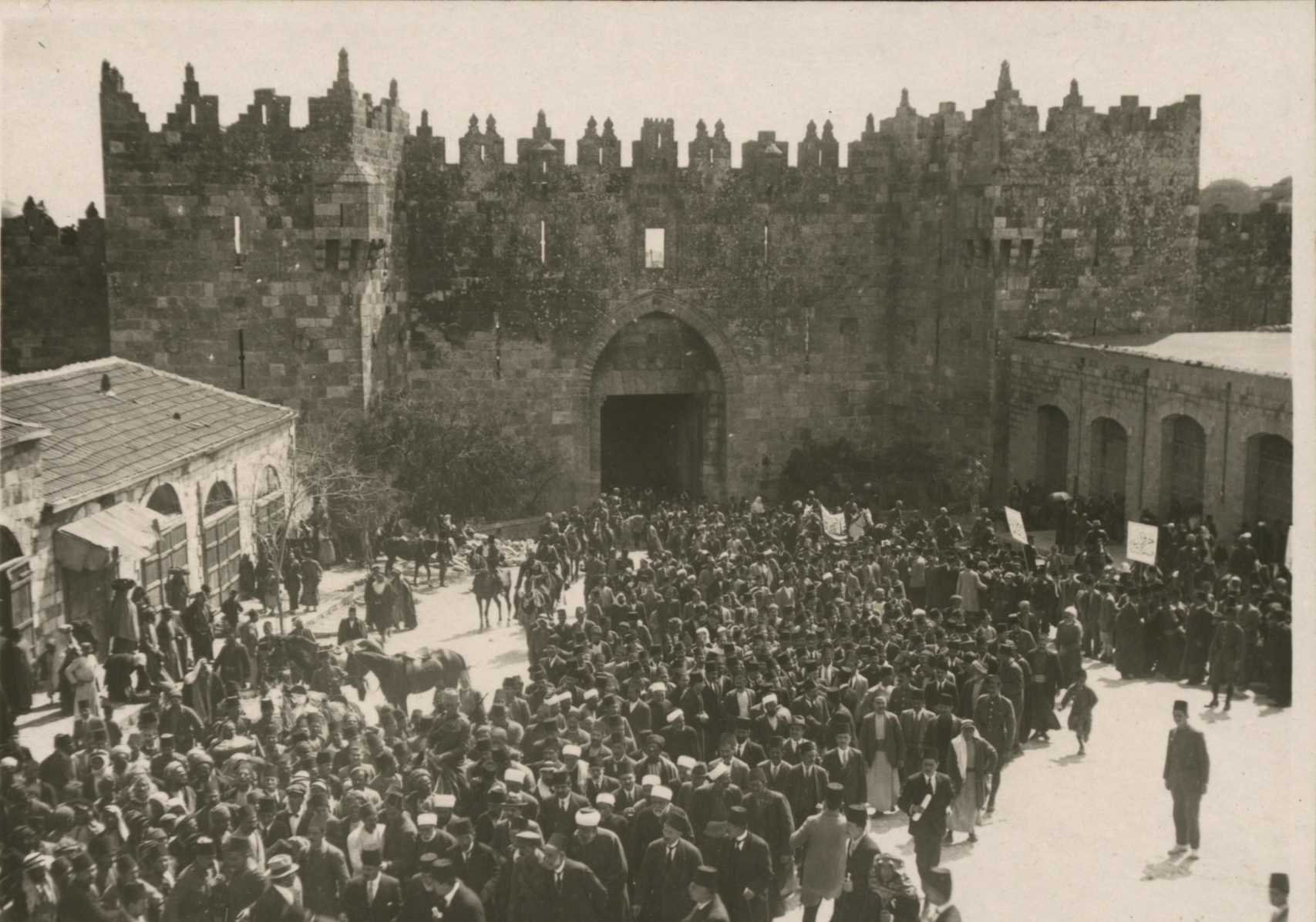
أول مظاهرات واسعة النطاق مناهضة للصهيونية في فلسطين عام مارس 1920م.

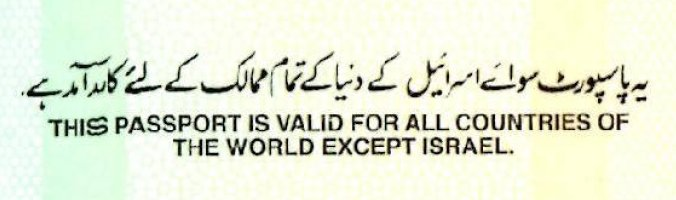
ظهرت هذه الكتابة في جواز السفر الباكستاني "يسمح المرور لأقطار العالم عدا إسرائيل" باللغتين الأردية والإنجليزية.

معاداة الصهيونية، مصطلح يُمثل رفض، أو محاربة الصهيونية بناء على موقف سياسي، أو معتقد ديني. تختلف دوافع رفض الصهيونية، بين رفض مشروعها الدولي في فلسطين بصفته مشروعاً استعماريًا، ورفضها في قطاعات يهودية علمانية فضَّلت الاندماج في المجتمعات التي تعيش فيها، ورفضت ربط الهوية اليهودية ببعد قومي أو دولي، وترى المعتقدات الدينية اليهودية أن العودة إلى «أرض الميعاد» مرتبطة بقدوم المسيح. وتختلف معاداة الصهيونية عن معاداة اليهود، أو اللاسامية الأوروبية التي تعادي اليهود لذاتهم.

## معاداة الصهيونية اليوم
رفضت الدولة العثمانية الصهيونية من ناحية رغبتها في إقامة دولة يهودية في فلسطين، وقاومتها الدول العربية التي قامت بعد الحرب العالمية الأولى باعتبارها مشروعا استعماريا يصطدم بتطلعات الدولة العربية وبوجود الفلسطينيين. وفي الوقت الحاضر ترفض الغالبية العظمى من المجتمعات العربية والإسلامية بمختلف أطيافها الصهيونية وأشكال الاعتراف بها من التطبيع والعلاقات الإقتصادية وغيرها، فيما اعترفت حكومات مصر والأردن والإمارات والبحرين والسودان والمغرب بدولة إسرائيل واقامت علاقات دبلوماسية معها. خففت دول عربية أخرى من حدة معاداة الصهيونية ومقاطعة إسرائيل، فيما تتمسك حكومات الجزائر وسوريا وإيران ولبنان وإمارة الشارقة بموقف معاد للصهيونية، كما قاومتها المنظمات الفلسطينية مثل حماس والجهاد الإسلامي والجبهة الشعبية لتحرير فلسطين، ومنظمة حزب الله اللبنانية، وتقاومها سياسيا حركة ناطوري كارتا اليهودية الأرثوذكسية.
يرى مؤيدي إسرائيل إن "معاداة الصهيونية" تُستخدم كهجوم مشفر على اليهود، أي أنها هي معاداة السامية، ويرى آخرون إن الحكومة الإسرائيلية ومؤيديها يخلطون عمدا بين معاداة الصهيونية ومعاداة السامية بغرض استخدام معاداة السامية كسلاح لتجنب الانتقادات الموجهة لإسرائيل وسياساتها.

## الرفض الأرثوذكسي المتشدد للصهيونية
في البداية يجب ان نعرف ان لفظ «الأرثوذكسية» ذا اصل يوناني ومعناه (العقيدة القويمة أو الملتزمة المستقيمة)، وقد تقبل التقليديون المتدينون هذا النعت، واطلقوا هذا على انفسهم فصاروا الأرثوذكس، وظهر التيار الأرثوذكسي مثل تيار رئيسى في الديانة اليهودية كرد فعل لبروز التيار الإصلاحي في النصف الأول من القرن التاسع عشر. المتدينون الأرثوذكس يرون أن علاقة اليهودى بأرض الميعاد (فلسطين) هي علاقه روحية وعاطفية، وأن نفى اليهود منها هي من الاوامر الربانيه التي لا يمكن مخالفتها، ولن يتم الخلاص الا بارسال الخالق المسيح المخلص. اليهودية الحامية الارثوذكسيه ظلت ترفض الصهيونية حتى عهد قريب، وهو رفض ينطلق من عدة افكار أو عقائد جوهرية في العقيدة اليهودية، وأن هذا التيار يرفض الصهيونية بكل أشكالها وأيضا تعارض وجود دولة إسرائيل. فعلى سبيل المثال حركة ناطورى كارتا وهي منظمة دولية معادية للصهيونية وهي عبارة عن منظمة ارامية بمعنى «منظمة حراس المدينة»، ومحور عقيدة الحركة في عدم الاعتراف الصهيونية، ومقاطعة الدولة بشكل نهائى، فالحركة تعتبر نفسها امتداداً للتراث والتقاليد اليهودية، وهذه الحركة ترى ان اليهود عاشوا منذ أكثر من ألفي عام تحت حكم غير اليهود عقاباً من الله لليهود على خطاياهم.
والصهيونيه لا تمثل لدى اتباع الحركة استمرارا للتراث اليهودي أو تنفيذ التعليم الديني، انما هي رفض لها وخروج عليها.

## كتاب عارضوا الصهيونية
هناك عدة ممن لا يؤمن بالصهيونية، وهؤلاء يقاومون الصهيونية بشدة، اما بدافع الشعور بالإنسانية على اساس ان الصهيونية مبدأ لا إنساني، واما حِرصاً على اليهود وخوفا من مواجهتهم اضطهادا جديدا بسبب الاندفاع الصهيوني، واما بدافع قناعتهم بأن الصهيونية آلة يقوم بخيرها الاستعمار العالمى لمصالحه على حساب اليهود والعرب معا، وتعتبر الصهيونية هؤلاء المناهضين لها من اليهود اشد خطرا عليها من ايه جهه أخرى غير اليهود فهى تخشاهم وتحسب لهم الف حساب. فقد كان لما وضعه هؤلاء اليهود من مقالات ومؤلفات في مناهضة الصهيونية أكبر الاثر في تحويل وجهه نظر عدد كبير من الغربيين إلى عداله القضية العربية الفلسطينية، فقد كان للكاتب الفرنسى «ماكسيم رودنسون» كتاب بعنوان «إسرائيل والعرب» له اثر محسوس في الأوساط الغربية، وقد جاء هذا الكتاب يدحض الدعاوى الصهيونية متنبئا لها بالفشل المحتوم وفي ذلك يقول «ان الصهيونية وان نجحت اليوم في خلق الدولة اليهودية فأن اقامتها تبقى على اساس غير سليم... وان القوة التي تعتمد عليها لن تدوم إلى الابد» وفي كتاب اخر لمؤلف فرنسى «ناتان وينستوك» بعنوان «الصهيونية وإسرائيل» وهو كتاب هام في ميدان الدعاية المناهضة للصهيونية، فهو يدحض دعاوى الصهيونية التي تزعم بوجود قوى روحية تربط اليهود بالصهيونية ويبين كيف ظهرت الصهيونية في اواخر القرن الماضي لتجنيد يهود العالم في خدمة الاستعمار العالمى. فقد عارض الصهيونية أيضا اليهود المتدينون يعتبرون اليهودية مجرد تراث ثقافى بل هي انتماء دينى، وقد عارض الصهيونية أيضا اليهود الاندماجيون (التوطينيون) وهم يهود غرب أوروبا فرنسا، بريطانيا، ألمانيا، ومن ثم يهود الولايات المتحدة الإمريكية ما عدا يهود إسرائيل (الاستياطنيون).

## نشطاء ضد الصهيونية

### 1-اورى افنيرى
هناك عدد من اليهود في العالم وخاصة في إسرائيل مثل اورى افنيرى، ناشط السلام المشهور جدا في إسرائيل، ولد في ألمانيا حيث حمل اسم «هلموت اوسترمان»، وقد هاجر إلى فلسطين عام 1933، وهو صحفى اسرائيلى وواحد من أشهر ناشطى اليسار في إسرائيل، كما انه عضو كنيست سابق، اشتهر افنيرى بمقابلته ياسر عرفات في 3 يوليو 1982 اثناء حصار بيروت، ليكون بذلك أول اسرائيلى يقابل شخصيأ عرفات، وقد تحول افنيرى بعد ذلك نحو اليسار الاسرائيلى وانشا عام 1993 حركة كتله السلام «جوش شالوم»، وهو يهودي علمانى معارض لنفوذ اليهود الأرثوذكس المسيطر على الحياة السياسية في إسرائيل، كما انه من الناشطين سياسيا الداعين لحل الدولتين (دوله فلسطينية واخرى إسرائيلية) تعيشان متجاورتين بسلام كحل للقضية الفلسطينية، وقد عمل على الترويج لافكاره عبر العديد من النشاطات التي قامت بها حركته وعبر العديد من المقالات التي كتبها. مثل «الجنرال جاكيل والصديق هايد» الذي كان مضمونه ان المتطرفين اليمنيين من انصار الفكر الدينى القومى المتشدد موجودين بشكل كبير في الجيش الإسرائيلي ثم ينتقلون إلى الحياة السياسية كالعادة، وتأتى خطورة تقاريرهم وتعليماتهم للقياده السياسية وهكذا تدار السياسة الإسرائيلية نحو الفلسطينيين وقد ذكر في المقال «ان هناك جمهورا معارضا بكل جوارحه لمسيرة السلام، والتي تدفن حلم ارض إسرائيل الكبرى، وهو يغلف معارضته الايديولوجية بمبررات امنية ولا عجب في وجود اناس كهؤلاء أيضا في الجهاز الامنى، ولكن الآن يتضح انه يسيطرون على قطاعات هامه للغايه في الجيش، وفي جهاز الأمن العام» الشاباك «وفي الشرطة وحرس الحدود ولهم تأثير عظيم على مجريات الامور، ومن المحتمل انه بذلك يوجد تفسير لما حدث لمسيرة السلام، فقد تم تغير الصياغة النهائية لاعلان المبادئ وتم ادخال التعديلات عليه بأيدى رجال الأمن، الذين ارسلوا من قبل رابين. ومنذ ذلك الوقت يسيطر جنرالات عسكريون متقاعدون على كل خطوات السلام -هزل لا مثيل له-» بمعنى انه يوضح اليات وميزان القوى المهيمنة بإسرائيل منذ عدة سنوات حتى الآن وانه يعتبر سبب كافى لمحدودية تأثير قوى السلام وعجزها داخل المجتمع الاسرائيلى. وفي مقال أخر بعنوان «حتى حجارة الجدران تستغيث» كان مضمونه أنه التطهير العرقى الذي يمارسه المعتدون. والحجارات تستغيث فالجدران قد مزقتها العيارات ويتحدث عن المدن التي تم حصارها، وأيضا تحدث عن حرب 48 وكان الجيش غير منظم انتهج فيها ما يسمى بالتطهير العرقى والحرب العرقية تختلف عن الحرب العادية لان الحرب العادية تدور رحاها بين الدول، وفي معظم الأحيان بسبب خلاف على منطقة بين هذه الدول اما الحرب العرقية فهى حرب لا يتطلع كل طرف في الاحتلال لمعظم الاراضى بل يتطلع لطرد الشعب الآخر منهما وتكون حرب قاسيه ولأنها حرب تكون بين الشعوب على ارض معينة كل منهما يدعى بانها ارضه.

### 2-جدعون ليفى
جدعون ليفى معظم اراء جدعون ليفى التي صرح بها لصحيفة هارتس واصفا إسرائيل بأنها دولة عنصرية بحاجة لعلاج من الإدمان وان من يريد سلاما لا يواصل في بناء المستوطنات قائلا «غسلوا ادمغتنا وعلمونا ان كل فلسطينى قاتل بالفطرة». ويقول أيضا ان كفاحه الأكبر كان دائما من اجل العمل على اضفاء صبغة انسانية على الفلسطينيين، ومضيفا ان هناك آلة كاملة في إسرائيل لغسل الدماغ، وان الأطفال في إسرائيل يدرسون منذ الصغر مجموعة حكايات التي من الصعب التخلص منها، وهذه الروايات تتلخص بأننا نحن الإسرائيليين فقط ضحايا العالم وان الفلسطينيين يولدون للقتل وان حقدهم ضدنا اعمى وان الفلسطينيون ليسوا بشرا مثلنا، كما ان الجيش الاسرائيلى قام بأطلاق النار على جدعون ليفى وهدده أكثر من مره، وطالب وزراء في الحكومات الاسرائيلية بمراقبته وما يكتب بأعتباره خطرا على الأمن القومى لانه يريد الكشف عن ما يحدث في المناطق المحتلة فقد طالب عدد كبير منهم بإسكاته. وله عدة مقالات توضح ان إسرائيل مارست عدة اشكال من الظلم على الفلسطينيين وان سفك الدماء والظلم واهدار حقوق العرب عامة والفلسطينيين خاصة وهي غاية إسرائيل لسلب اراضيهم وبناء مستوطنات عليها، بل تريد أيضا تصفية العرب نهائيا من تلك الاراضى.

### 3- الحاخام ديفيد يسرائيل وايس
الحاخام ديفيد يسرائيل وايس. ولد عام 1956 في نيويورك وهو المتحدث بأسم حركه «ناطورى كارتا» وينتمى إلى مذهب ساتمار وهو أكبر تجمع من اليهود الهاسيديك في العالم، وتعود جذور هذا التجمع إلى هنغاريا وهو من أكثر المذاهب اليهودية الارثوذكسيه المعروفة عالميا. كما انه منتمى لجماعة من اليهود الأرثوذكس في القدس لقد رفضت وما زالت ترفض الاعتراف بدوله إسرائيل، التي تأسست في فلسطين 1938، وقد انفصلت عن «اجودات يسرائيل» اى جمعيه إسرائيل التي اسست عام 1912 بهدف معارضة الصهيونية ولكن افراد هذه الجماعة سرعان ما غرهم زيف الصهيونية واموالها فالتجأوا اليها. اما الذين ارادوا الحفاظ على ايمانهم ومتابعة صراعهم ضد الصهاينة فأنفصلوا عن «اجودات يسرائيل».

### 4- الحاخام موشيه هيرش
موشيه هيرش يهودى فلسطيني ولد عام 1931م في نيويورك واصبح زعيم أيضا لحركة ناطورى كارتا المعارضة للحركة الصهيونية ولدولة إسرائيل، وكان مقربا من الرئيس الراحل «ياسر عرفات» الذي عينه وزيرا لشؤون اليهود في السلطة الوطنية الفلسطينية، ووفقا لعقيدة ناطورى كارتا فأن إعادة دولة إسرائيل ستتم فقط عندما يأتى المسيح واية محاوله لاسترداد أرض إسرائيل بالقوة هي مخالفة للاراده الالهية. توفى الحاخام المناهض للصهيونية «موشيه هيرش» اثر صراع طويل مع المرضى، وكان وزيرا للشؤون الدينية في القدس. اعلنت اسرة هيرش نبأ وفاته عام 2010م حيث كان يعيش في حى «ميا شعريم»، وقد فقد الحاخام هيرش إحدى عينيه عندما اعتدى عليه يهودى متشدد بحمض كاوى لانه يدعم القضية الفلسطينية. ويلخص الحاخام «موشيه هيرش» سكرتير الطائفة للشؤون الخارجية قائلآ «إن التوراة امرت اليهود بالعيش بسلام مع جيرانهم من غير اليهود في فترات الشتات، كما اعلنت قبول اتباع الحركة مغادرة القدس إلى اى مكان اخر يستطيع هؤلاء العيش فيه بموجب احكام التوراة، واعترفت الحركة بكفاح الشعب العربى الفلسطينى وحقه في كامل تراب فلسطين، وبمنظمة التحرير الفلسطينية كممثل وحيد وشرعى للشعب الفلسطينى، وقد ندد الحاخام هيرش بإحتلال الضفة الغربية وقطاع غزة، وأمر اتباعها بعدم الذهاب إلى هذه المناطق، أو زيارة حائط المبكى لان القدس فتحت عنوه، كما ادان غزو لبنان...»

## أشكال معارضة الصهيونية
1. توجيه النقد للدوله الصهيونية واتهامها بعدم الالتزام بمنظومة القيم التي يؤمن بها اليهودى.
2. رفض المفهوم الصهيونى الخاص بمركزية إسرائيل في حياة الدياسبورا.
3. رفض الهجرة إلى إسرائيل وهذا هو أهم اشكال المعارضة ومن هنا فرق بن جوريون بين الصهاينة الحقيقيين المستوطنين الذين يهاجرون ويستوطنون فلسطين لبناء الوطن القومى والصهاينة الزائفين الاستيطانيين الذين يتظاهرون الولاء واقترح تسميتهم «اصدقاء صهيون» حتى يظل مصطلح صهيونى مصطلحا ذا دلالة.

## الحجج الصهيونية والرد عليها
تتوسل الحركة الصهيونية بحجج ذات طابع معين وتلجأ اليها في معرض الدفاع عن اطماعها والتأكيد على صحة ما تدعيه من الحقوق في فلسطين ومن الملاحظ عبر تاريخ الصهيونية الحديثة ان التشديد على حجة من تلك الحجج وابرازها دون ما عداها تنوع وفقا للظروف السائدة والاعتبارات الخاصة التي تمليها تلك الظروف وكل هذا لتبرير اطماع الحركة الصهيونية بالآستيلاء على فلسطين وجعلها وطن الشعب اليهودى.

### 1-الحجة الدينية
تقوم هذه الحجة على ابراز متعمد ومفتعل في معظم نواحي العلاقة التي تربط الديانة اليهودية القديمة بأرض فلسطين وبالتالى للصلات الروحية التي تشد معتنقى هذه الديانة إلى فلسطين بأعتبارها ارض إسرائيل ويزعم اصحابها ان الله وعد اليهود بفلسطين واعطاهم أياها ثم وعدهم حين طردوا منها على لسان الانبياء بالرجوع إليها في الوقت المناسب وتستمد هذه الفكرة بعض أبعادها الرئيسية ومضمونها الدينى من العقيدة اليهودية المتأخره حول محبى المسيح المنتظر وخلاص إسرائيل. ولذلك استندت الصهيونية إلى اسانيد من التوراة فيها اشاره إلى العودة إلى وطنهم واعادة بناء هيكل سليمان، ومن ثم فأن عويلهم امام حائط المبكى هو الاثر الباقى من اطلال هيكل سليمان، اصل التسمية انها جاءت من صهيون وهو اسم جبل في القدس كما ورد في سفر اشعياء. وان الصهيونية هي الفلسفة القومية لليهود والتي أخذ اليهود تعاليمها من التوراة كتابهم المقدس وتلمودهم حيث يعبر عن سيرتهم التي كتبها حاخاماتهم خلال مسيرة التغرب والشتات، واخيرا اخذت الصهيونية بروتوكولات حاكمة لخطة يسيرون عليها في تحقيق اهدافهما في ارجاء العالم، متناسين ما جاءت به اليهودية اصلا وهي الديانة التي اتى بها نبى الله موسى عليه السلام وجعل مبدأهم يقوم اصلا على استهجان الآخر. فعلى سبيل المثال لقد اتخذت الصهيونية مما جاء في التوراة من وعد الهي لابراهيم منذ أربعة الاف سنه «لقد اعطيتك هذه الأرض ولذريتك من بعدك» سندا دينيا لها نسجت حوله التفسيرات والاساطير الواسعه لتجنيد جماهير اليهود في تحقيق مخططاتهم السياسية وزعموا ان تعبير «ذرية إبراهيم» يعود إلى الذين يعتنقون اليوم الديانة اليهودية دون سواهم ولكن المعنى واضح في ذريتك من بعدك اى«نسلك اعطى هذه الأرض» اى انها تشمل كل نسل إبراهيم وليس جزء منه كما يريد اليهود لها ان تكون.

### 2-الحجة التاريخية
إذا كانت الحجة الدينية تقوم على ادعاء اليهود بفلسطين وان هذه هي الأرض الوعودة واستنادا إلى الميثاق المبرم بين الرب وإبراهيم والعهد المقطوع لنسل إبراهيم وذريته فإن الحجة التاريخية تستمد مقوماتها من مفهوم عجيب ينطوى على ادعاء الحق التاريخى لليهود في فلسطين فقد راينا هرتزل يصف فلسطين بقوله «موطن تاريخى هائل» لذلك تؤيد الصهيونية رغبتها في الاستيلاء على فلسطين بالحقوق التاريخية العائده إلى اليهود بفضل اجدادهم الساكنين فيها قبل 26 قرنا من الزمن وتتحدث عن العلاقة الفريده من نوعها بين اليهود وفلسطين وسرعان ما تتحول الروابط التاريخية التي تشد اليهود إلى أرض فلسطين المقدسة واثقين من حقهم التاريخى في فلسطين وتصبح بلاد الغير في نظرهم ذلك الإقليم الطبيعى لإقامة شعب الله المختار في أرض الله المقدسة. وإذا كان العالم يضم 15 مليونا من اليهود الذين يقدسون فلسطين ويحنون إليها فهناك اضعاف اضعاف هذا العدد من المسلمين والمسيحيين الذين يقدسونها على حد سواء ويحق لهم أيضا ان يطالبوا بالآراضى المقدسة. فلا ينفرد اليهود وحدهم بين الامم بوجود علاقات تاريخية قديمة لهم بفلسطين فهناك امم أخرى لها علاقات تاريخيه بفلسطين تفوق علاقات اليهود مثل علاقة العرب بفلسطين التي تمتد جذورها إلى العصور القديمة وتستمر طوال العصور الوسطى والحديثه فقد أصبحت فلسطين عربيه منذ الهجرة العربية الكبرى اى قبل 31 قرنا من الزمن علما بأن العنصر العربي كان قد وجد فيما قبل ذلك التاريخ.

### 3- الحجة القانونية
لقد تنبهت الحركة الصهيونية منذ قيامها إلى الصعوبات التي تكتشف إلى هاتين الحجتين وأدرك هرتزل منذ البداية أن الحق التاريخى المزعوم لليهود في فلسطين لا قيمة له على الإطلاق من الناحية القانونية العامة والدولية فجاءت هذه المسألة لتحتل المنزلة الكبرى في التفكير والعمل السياسى الصهيونى خلال فترة العشرين عاما الممتدة من تأسيس الحركة إلى صدور تصريح بلفور سنة 1917، وتحدث هرتزل في خطابه الافتتاحى عن ضرورة توفير الاساس الحقوقى أو القانونى للاستعمار الصهيونى في فلسطين. ومن ثم تقدم في المؤتمر الصهيوني الثالث 1899 بالصيغة الرسمية لتوفير الضمانات القانونية العامة اللازمة لمشروع الاستعمار. وحين قامت إسرائيل بعد مرور خمسين عاما على عقد المؤتمر الصهيونى الأول قرر الذين وضعوا مسودة اعلان الاستقلال عرض الأحداث التي ادت إلى قيام إسرائيل على النحو الاتى:
1- ثيودور هرتزل هو الاب الروحى للدوله اليهودية.
2- أعلن المؤتمر الصهيوني الأول حق الشعب اليهودى في تأسيس وطن قومى لليهود في فلسطين.
3 -اعترف تصريح بلفور بهذا الحق وأكده من جديد صك الانتداب الذي أقرته عصبة الامم.
4- اعتراف كل من التصريح والصك على الصعيد الدولى بالامرين التالين:
اولاً: الصلة التاريخية بين الشعب اليهودى وفلسطين.
ثانيأ: حق الشعب اليهودى في إعادة تأسيس وطنه القومى.
5- اقرت الجمعية العامة للأمم المتحدة 1947 م مشروع التقسيم الذي يدعو إلى اقامة دولة يهودية في أرض إسرائيل وناشدت سكان البلد اتخاذ الخطوات الكفيله بوضع المشروع موضع التنفيذ.
6- يؤلف اعتراف هيئة الامم المتحدة بحق الشعب اليهودي في اقامة دولته أمرا يتعذر الرجوع عنه أو الغاؤه. وهذه هي الحجة التاريخية التي تستند اليها إسرائيل والحركة الصهيونية في تبرير قيامها في فلسطين.
ولقد بادرت الدول العربية وممثلوا الشعب الفلسطيني انذاك إلى اثارة شتى الاعتراضات القانونية والدستورية والسياسية ضد اقامة وطن لليهود في فلسطين، بالإضافة إلى ما ينطوى عليه المشروع من مشاكل تتعلق بتوزيع السكان والمرافق وقضايا الأمن والتجزئة الاقتصادية للبلد التي تشكل وحده اقتصادية غير قابة ه للتجزئة ولا يخفى على كل من درس مشروع القرار ذلك الإجحاف الذي ألحقه بعرب فلسطين وحقوقهم المشروعه، كما انه يمكن تلخيص النقاط الأساسية التي تضمنتها الحجة العربية في طعنها بحق إسرائيل في اقامة وطن قومى في فلسطين والطعن أيضا في سلطة الامم المتحدة في اتخاذ مثل هذا القرار وهذه النقاط هما:
1- تأكيد الحق الثابت والاصلي لسكان فلسطين بتقرير دستورهم وحكومتهم في المستقبل.
2- الصمود والتأكيدات التي اعطتها بريطانيا للعرب في اثناء الحرب العالمية الأولى ومنها التصريح البريطانى الفرنسى عام 1918 بصدد استقلال البلاد العربية ومستقبلها عند نهاية الحرب هل كانت تشمل فلسطين ام لا؟
3- هل تصريح بلفور الذي اعطى دون معرفة سكان فلسطين الأصليين أو موافقتهم يتمتع بالصحة القانونية ويلتزم به شعب فلسطين ؟
وغيرها من الاسئله التي تم رفعها إلى محكمة العدل الدولية بصدد موضوع التقسيم الا ان الضغوط الدولية داخل هيئة الامم وعلى رأسها التدخل الامريكى. ومن هنا نستطيع القول ان قرار التقسيم فاقدا للسند القانوني والمعنوي الذي يدعيه الصهاينة.